# Allosoma
Allosoma — рід грибів. Назва вперше опублікована 1926 року.

## Класифікація
До роду Allosoma відносять 5 видів:
- Allosoma arrabidaeae
- Allosoma cestri
- Allosoma indica
- Allosoma indicum
- Allosoma quercifoliae